# Farafenni
Farafenni (Schreibvariante: Farafeni) ist eine Ortschaft im westafrikanischen Staat Gambia.
Nach einer Berechnung für das Jahr 2013 leben dort etwa 19.512 Einwohner, das Ergebnis der letzten veröffentlichten Volkszählung von 2003 betrug 19.572.

## Geographie
Farafenni, der größte Ort der North Bank Region im Distrikt Upper Baddibu, liegt an der North Bank Road etwa 60 Kilometer westlich von Kerewan und ungefähr 14 Kilometer nördlich von Mansa Konko, auf der anderen Flussseite, entfernt. Farafenni ein wichtiger Verkehrsknotenpunkt, da auf der Nord-Süd-Achse der Trans-Gambia Highway (N 4) und in West-Ost-Richtung die North Bank Road verläuft. Der Trans-Gambia Highway verbindet Senegal mit der Region Casamance, dabei führt die Straße über Kaolack und Nioro du Rip durch Gambia über die Städte Farafenni und Soma nach Bignona und Ziguinchor wieder in Senegal. Im Januar 2019 ist das langwährende Projekt eine Brücke über den Gambia zu bauen abgeschlossen worden.

## Kultur und Sehenswürdigkeiten

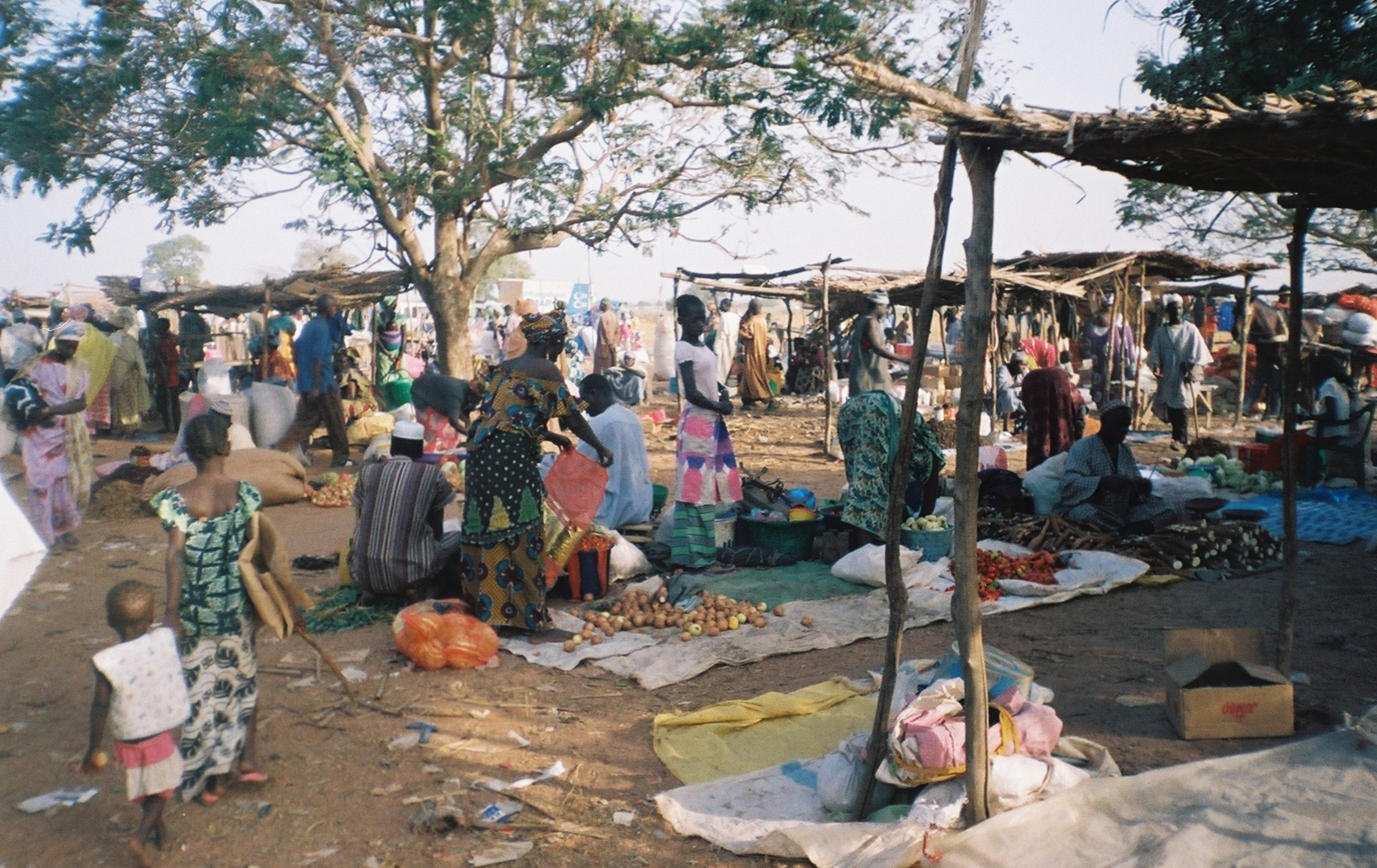
Der Marktplatz (lumo) in Farafenni

In Farafenni ist ein wichtiger Marktplatz für die Region und im Westen des Ortes liegt das Farafenni General Hospital. Es ist ein Haupt-Krankenhaus für die Division und sichert die Gesundheitsversorgung bis ins nördliche Nachbarland Senegal.

## Söhne und Töchter der Stadt
- Maba Jobe (1964–2023), gambischer Offizier und Politiker
- Sheriff Dibba (1937–2008), gambischer Politiker